# Vleeshal (Veurne)

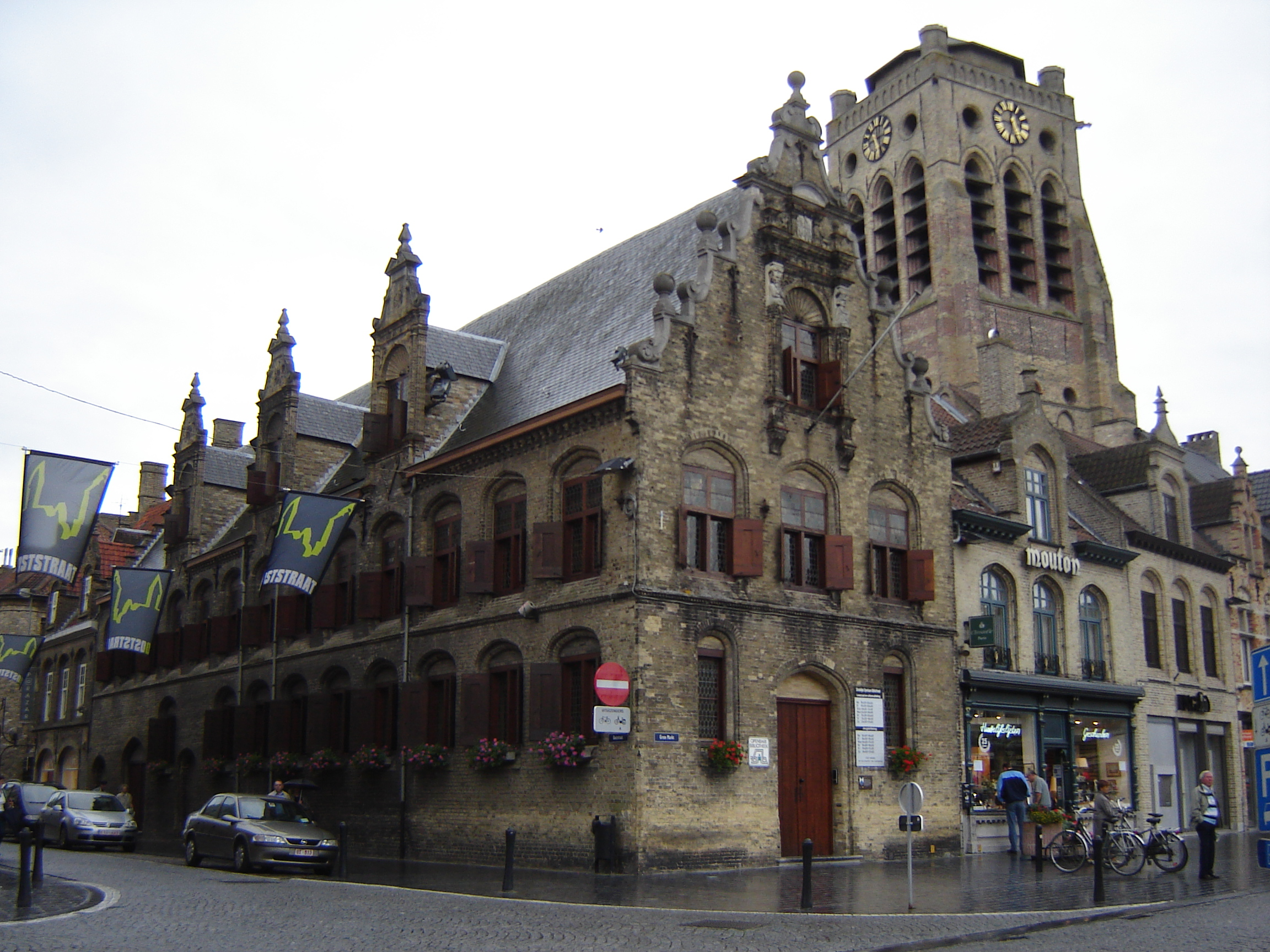
Vleeshal

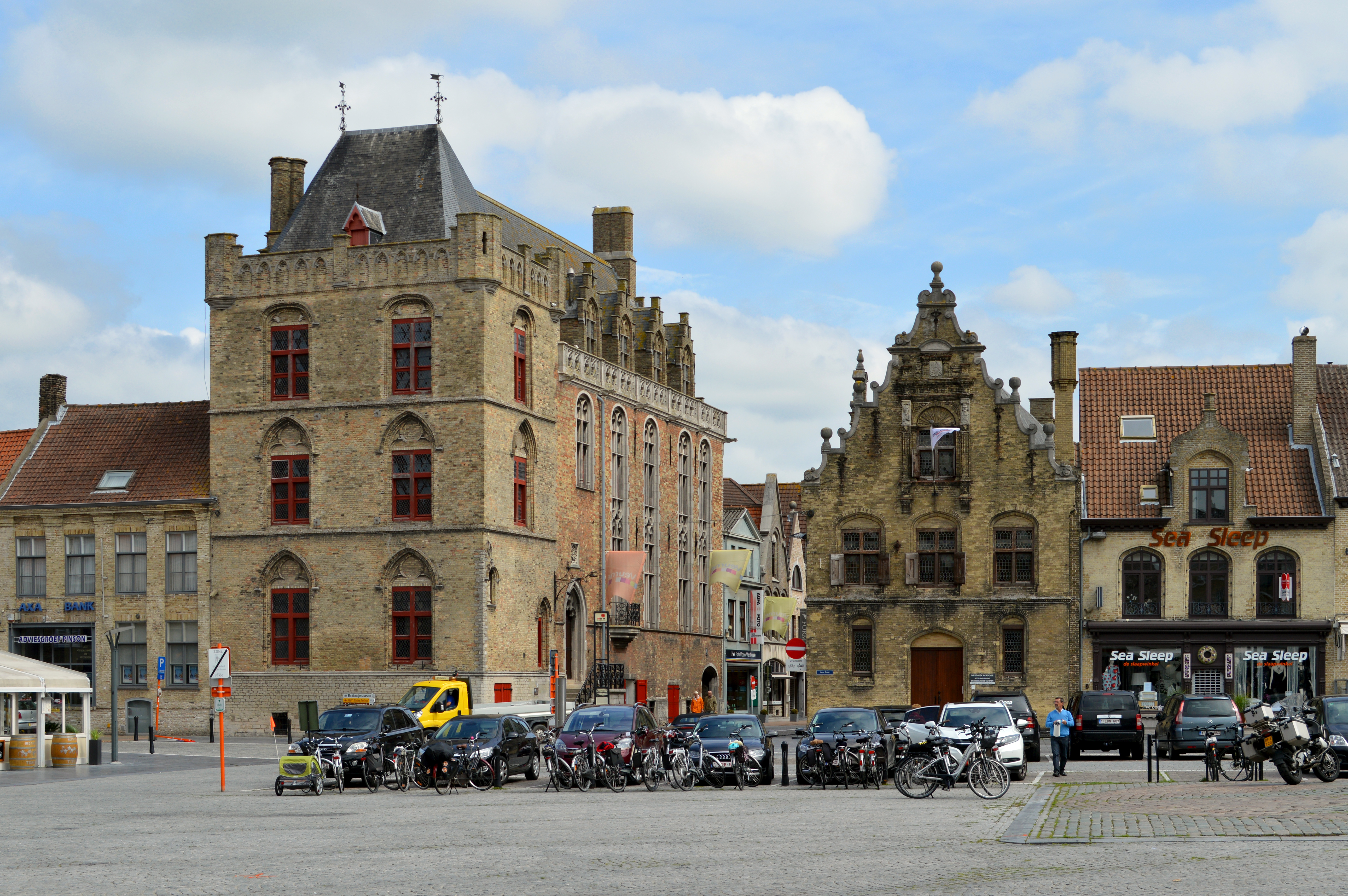
Het Vleeshuis (rechts) en Spaans Paviljoen (links) gezien vanaf de Grote Markt

De Vleeshal (ook: Vleeshalle of Vleeshuis) is een bouwwerk in de West-Vlaamse stad Veurne, gelegen aan de Grote Markt 1.
De oude Vleeshal bevond zich aan de noordzijde van de Grote Markt. Dit werd in 1609 afgebroken en in 1615 werd een nieuwe Vleeshal gebouwd in laatrenaissancestijl. In 1861 werd dit omgebouwd tot schouwburg naar ontwerp van Pierre Croquison. In 1895 werd het pand gerestaureerd onder leiding van Jozef Vinck.
Het is een bakstenen gebouw met een voorgevel die in- en uitzwenkingen toont. Rechts van de topgevel staat een schoorsteen die een ingewikkelde structuur toont.